# Parafia Wprowadzenia Zbawiciela do Świątyni w Sartrouville
Parafia Wprowadzenia Zbawiciela do Świątyni – etnicznie grecka parafia prawosławna w Sartrouville. Językiem liturgicznym jest grecki.
Parafia powstała przy kaplicy prawosławnej, jaką w latach 60. XX w. zorganizował w Sartrouville zwierzchnik Greckiej Metropolii Francji metropolita Melecjusz. Grecy byli jednak obecni w miejscowości już wcześniej, zaś większą społeczność tworzyli po 1922.
W latach 1982–1984 została wzniesiona cerkiew, która obecnie jest siedzibą parafii.